# Kleiner Heckberg
Der Kleine Heckberg ist mit 348,1 m ü. NHN die höchste Erhebung des Rheinisch-Bergischen Kreises in Nordrhein-Westfalen (Deutschland). Er liegt  im Bergischen Land beim Overather Ortsteil Federath im Heckberger Wald (Heck).

## Geographische Lage
Der Kleine Heckberg erhebt sich als Westausläufer des rund 2 km von seinem Gipfel entfernten Heckbergs (384,3 m) etwa 1,2 km westsüdwestlich des Dreiländerecks von Rhein-Sieg-Kreis, Rheinisch-Bergischem Kreis und Oberbergischem Kreis. Im Naturpark Bergisches Land liegt er etwa 6,5 km westsüdwestlich der Overather Kernstadt.
Im Stadtgebiet von Overath (Rheinisch-Bergischer Kreis) liegen auf oder am Berg: Federath auf den südwestlichen Hochlagen, Kaltenborn im Westen, Wüststeimel und Schlingenthal im Westnordwesten, Schalken im Nordosten, Siebelsnaaf im Südosten und Abelsnaaf im Südsüdosten. Östlich liegt Heckhaus im Gemeindegebiet von Much (Rhein-Sieg-Kreis).
An der Südostflanke des Kleinen Heckbergs entspringt der südwestwärts fließende Naafbach, der von den an seiner Südflanke in Federath entspringenden Bächen Brungssiefen und Hentgesnaafer Siefen gespeist wird, und an seiner Ostflanke der westwärts verlaufende Schlingenbach. Am östlich gelegenen Heckberg entspringt der Wahnbach.

## Naturräumliche Zuordnung
Der Kleine Heckberg liegt in der naturräumlichen Haupteinheitengruppe Süderbergland (Nr. 33) auf der Grenze der Untereinheiten Heckberger Wald (339.3) im Nordosten, die zur Haupteinheit Bergland der Oberen Agger und Wiehl (339) gehört, und Marialinder Riedelland (338.43) im Südwesten, die zur Haupteinheit Bergische Hochflächen (338) zählt. Die Landschaft leitet nach Südosten in die Untereinheit Mucher Hochfläche (338.5) über.